# Pietà
Pietà [pjeˈta] (wł. pietà – „miłosierdzie”, „litość”; łac. pietas – „miłość zgodna z powołaniem”) – w sztukach plastycznych przedstawienie Marii z Nazaretu, trzymającej na kolanach ciało Jezusa Chrystusa, opłakującej syna.
Pierwsze przedstawienia tego typu, najczęściej rzeźbione, pojawiły się w Niemczech w I połowie XIV wieku. Na przełomie XIV i XV wieku nastąpiło upowszechnienie się tego wizerunku w całej Europie, a wkrótce stał się on jednym z najczęstszych przedstawień dewocyjnych. Powstały różne odmiany, m.in. Pietà corpusculum (z Chrystusem jako dzieckiem), Pietà anielska z aniołami towarzyszącymi Matce Boskiej. Kolejnym typem jest Pietà radosna, w której Maryja jest uśmiechnięta, co przedstawia połączenie cierpienia z radością zbawienia.
Jedną z najbardziej znanych jest Pietà watykańska Michała Anioła z bazyliki św. Piotra na Watykanie z 1499. Innym dziełem tego samego rzeźbiarza jest Pietà Rondanini z Castello Sforzesco w Mediolanie czy Pietà florencka. W Polsce najbardziej znanymi przykładami są XIV-wieczna Pietà z Lubiąża (uważana za najstarszą polską Pietę) oraz XV-wieczne tzw. „Piękne Piety” w kościołach św. Barbary w Krakowie i Mariackim w Gdańsku.
W chrześcijaństwie wschodnim odpowiednikiem Piety jest ikona Nie rozpaczaj po mnie Matko.